# Семененко Олексій Михайлович
Олексі́й Миха́йлович Семене́нко (нар. 13 січня 1958, с-ще Зимогір'я Слов'яносербського району Луганської області) — український спортивний журналіст, футбольний телекоментатор, у 2011—2024 роках — віцепрезидент ФК «Динамо» (Київ). Заслужений журналіст України.

## Життєпис
Народився в шахтарському селищі Зимогір'я на Луганщині. У 9-річному віці з батьками переїхав до Луганська, займався футболом у спортивній школі. Вищу освіту здобув на факультеті журналістики Київського державного університету імені Тараса Шевченка.
Починав кар'єру як радіожурналіст — два роки працював на республіканському радіо в редакції пропаганди (відділ промисловості), відтак перейшов до спортивної редакції. На початку 1989-го, будучи телекоментатором, очолив відділ преси в службі пропаганди футбольного клубу «Динамо» (Київ). Розуміння футбольної науки його навчав тренер Валерій Лобановський, поряд з яким Олексій Семененко тривалий час працював у клубі.  
Коли обіймав посаду головного редактора пресслужби акціонерного товариства «Футбольний клуб «Динамо» Київ», коментував футбольні матчі, які транслювали телеканали УТ-1, СТБ, ТЕТ. У той період газета «Весь спорт» провела референдум на звання найкращого футбольного коментатора України 2003 року (в опитуванні брали участь 50 експертів) і назвала переможцем Олексія Семененка.
У жовтні 2004 року відзначений державною нагородою України як один з активістів українського футболу. У грудні 2011 року багаторічний пресаташе клубу призначений на посаду одного з віцепрезидентів ФК «Динамо» (Київ). Окрім виконання основних функцій, пов'язаних з пресою, він вирішує також питання зв'язків з громадськістю та вболівальниками. З грудня 2024 року — радник президента клубу Ігоря Суркіса.
Живе в Києві, дружина Олена — фахова журналістка.

## Нагороди
- Почесне звання «Заслужений журналіст України» (2004)[5].
- «За заслуги» (2011) — орден Федерації футболу м. Києва[6].